# A4GALT
A4GALT (англ. Alpha 1,4-galactosyltransferase (P blood group)) – білок, який кодується однойменним геном, розташованим у людей на короткому плечі 22-ї хромосоми. Довжина поліпептидного ланцюга білка становить 353 амінокислот, а молекулярна маса — 40 499.
| 10         |  | 20         |  | 30         |  | 40         |  | 50         |
| ---------- |  | ---------- |  | ---------- |  | ---------- |  | ---------- |
| MSKPPDLLLR |  | LLRGAPRQRV |  | CTLFIIGFKF |  | TFFVSIMIYW |  | HVVGEPKEKG |
| QLYNLPAEIP |  | CPTLTPPTPP |  | SHGPTPGNIF |  | FLETSDRTNP |  | NFLFMCSVES |
| AARTHPESHV |  | LVLMKGLPGG |  | NASLPRHLGI |  | SLLSCFPNVQ |  | MLPLDLRELF |
| RDTPLADWYA |  | AVQGRWEPYL |  | LPVLSDASRI |  | ALMWKFGGIY |  | LDTDFIVLKN |
| LRNLTNVLGT |  | QSRYVLNGAF |  | LAFERRHEFM |  | ALCMRDFVDH |  | YNGWIWGHQG |
| PQLLTRVFKK |  | WCSIRSLAES |  | RACRGVTTLP |  | PEAFYPIPWQ |  | DWKKYFEDIN |
| PEELPRLLSA |  | TYAVHVWNKK |  | SQGTRFEATS |  | RALLAQLHAR |  | YCPTTHEAMK |
| MYL        |  |            |  |            |  |            |  |            |

A: Аланін

C: Цистеїн

D: Аспарагінова кислота

E: Глутамінова кислота

F: Фенілаланін

G: Гліцин

H: Гістидин

I: Ізолейцин

K: Лізин

L: Лейцин

M: Метіонін

N: Аспарагін

P: Пролін

Q: Глутамін

R: Аргінін

S: Серин

T: Треонін

V: Валін

W: Триптофан

Кодований геном білок за функціями належить до трансфераз, глікозилтрансфераз. 
Задіяний у таких біологічних процесах, як метаболізм ліпідів, біосинтез ліпідів. 
Локалізований у мембрані, апараті гольджі.